# Макаренко, Сергей Михайлович
Сергей Михайлович Макаренко (укр. Сергій Михайлович Макаренко; род. 16 января 1961 года, г. Макеевка Донецкой области Украинской ССР) — украинский государственный деятель, депутат Верховной рады Украины I созыва (1990—1994).

## Биография
Родился 16 января 1961 года в Макеевке в рабочей семье.
В 1981 году окончил Макеевский инженерно-строительный институт. С 1981 году года был учеником крепильщика шахты имени Поченкова (г. Макеевка).
С 1981 по 1983 год проходил службу в рядах Советской армии, после возвращения из армии с 1983 по 1988 год был учеником проходчика, проходчиком, секретарём организации ЛКСМУ шахты имени XXV съезда КПСС производственного объединения «Макеевуголь» Донецкой области.
Член КПСС с 1986 по 1991 год.
С 1988 по 1990 годах был председателем Молодежного жилищно-строительного отряда «Гвардеец», затем каменщиком строительно-монтажного участка шахты «Чайкино» ПО «Макеевуголь».
С 1990 года работал проходчиком шахты имени XXV съезда КПСС ПО «Макеевуголь».
Являлся членом КПСС до июня 1990 года.
В 1990 году в ходе первых альтернативных парламентских выборов в Украинской ССР был выдвинут кандидатом в народные депутаты  пленумом Червоногвардейского райкома ЛКСМУ г. Макеевки, 18 марта 1990 года во втором туре был избран народным депутатом Верховного совета Украинской ССР XII созыва (в дальнейшем — Верховной рады Украины I созыва) от Макеевского-Чевоногвардейского избирательного округа № 134 Донецкой области, набрал 48,57% голосов. В парламенте являлся секретарём Секретарь Комиссии по вопросам деятельности Советов народных депутатов, развития местного самоуправления. Депутатские полномочия истекли 10 мая 1994 года.
На парламентских выборах 1994 года был кандидатом в народные депутаты Верховной рады Украины II созыва, занял 3 место среди 9 кандидатов, получив 10,28% голосов, избран не был.
С 1994 по 1995 год был главным консультантом управления по вопросам территорий Администрации президента Украины, с 1995 года являлся председателем департамента связей с местными Советами исполнительной дирекции Ассоциации городов Украины.